# Virgil Grissom
Virgil Ivan Grissom , også kaldet Virgil "Gus" Grissom (26. april 1926 – 27. januar 1967) var en amerikansk astronaut. Han var en af de såkaldte Mercury Seven udvalgt i 1959 til det amerikanske Mercury-program. Grissom var med i tre forskellige NASA-projekter, hhv. Mercury-programmet, Gemini-programmet og Apollo-programmet selv om han aldrig fløj i det sidste.
Grissom blev kendt fordi lugen til Liberty Bell 7 sprang op, mens kapslen lå i vandet efter landingen. Det indtrængende havvand gjorde Mercury-kapslen for tung til helikopteren og de måtte frigøre den. Liberty Bell 7 sank ned i dybhavet og blev først bjærget fra 4,5 km dybde i 1999. Der var en stor mistanke om at Grissom havde fejlbetjent lugen pga. søsyge, men han blev frifundet af undersøgelseskommissionen.
Grissom døde om bord ved en katastrofal brand på rumfartøjet Apollo 1, under en kommunikationsøvelse på startrampen. Under branden omkom også astronauterne Ed White og Roger Chaffee. Grissom blev tildelt Congressional Space Medal of Honor 30 år efter.
- Young og Grissom under træning som reservebesætning for Gemini 6.
- Grissom foran Liberty Bell 7-rumfartøjet.
- Apollo 1-besætningen i simulator-træning.